# Peróxido de metila
Peróxido de metila é o composto orgânico de fórmula química CH4O2, fórmula linear CH3OOH, massa molecular 48,0413. É classificado com o número CAS 3031-73-0. Não deve ser confundido com o peróxido de dimetila ou (metilperoxi)metano, de fórmula C2H6O2, SMILES O(OC)C, classificado com o número CAS 690-02-8.
É um composto frequentemente encontrado em água e gelo atmosférico em concentrações significativas, apresentando no ambiente fotólise.